# Noggi et Joggi
 (février 2025).
Si vous disposez d'ouvrages ou d'articles de référence ou si vous connaissez des sites web de qualité traitant du thème abordé ici, merci de compléter l'article en donnant les références utiles à sa vérifiabilité et en les liant à la section « Notes et références ».
Noggi et Joggi est le nom des deux mascottes des Jeux paralympiques d'été de 1980 organisés par les Pays-Bas à Arnhem et Veenendaal.
Alors que les mascottes olympiques sont officiellement introduites depuis deux olympiades, la société de radiodiffusion néerlandaise AVRO lance un concours pour choisir les premières mascottes paralympiques. La proposition gagnante est une paire d'écureuils (un mâle et une femelle) en maillots de sport imaginées par Necky Oprinsen de Saint-Michel-Gestel.